# Jan Los
Johannes (Jan) Los (Amsterdam, 30 oktober 1926 – aldaar, 7 november 1990) was een Nederlands voetballer.

## Biografie
Jan Los was de zoon van Hendrik Jacobus Los en Maria Catharina Kramer. Hij trouwde op 16 juni 1953 met Dina Ricke.
Los speelde van 1949 tot 1950 bij AFC Ajax als rechtsbuiten. Van zijn debuut in het kampioenschap op 9 oktober 1949 tegen EDO tot zijn laatste wedstrijd op 19 november 1950 tegen DOS speelde Los in totaal 22 wedstrijden en scoorde drie doelpunten in het eerste elftal van Ajax.
Daarna speelde Los nog voor De Volewijckers, Alkmaar '54 en Hilversum.
Hij overleed op 7 november 1990 op 64-jarige leeftijd.

## Statistieken
| Club        | Seizoen | Competitie | Competitie | Beker | Beker | Totaal | Totaal |
| Club        | Seizoen | Wed.       | Dlp.       | Wed.  | Dlp.  | Wed.   | Dlp.   |
| ----------- | ------- | ---------- | ---------- | ----- | ----- | ------ | ------ |
| Ajax        | 1949/50 | 18         | 3          | -     | -     | 18     | 3      |
| Ajax        | 1950/51 | 4          | 0          | -     | -     | 4      | 0      |
| Total       | Total   | 22         | 3          | -     | -     | 22     | 3      |
| Alkmaar '54 | 1954/55 | 10         | 1          | -     | -     | 10     | 1      |
| Alkmaar '54 | 1955/56 | 30         | 1          | -     | -     | 30     | 1      |
| Alkmaar '54 | 1956/57 | ?          | 0          | ?     | 0     | ?      | 0      |
| Total       | Total   | 40+        | 2          | -     | -     | 40+    | 2      |